# Блаунт (округ, Алабама)
Шаблон:StateAbbr_ 33°58′00″ пн. ш. 86°35′00″ зх. д. / 33.966666666667° пн. ш. 86.583333333333° зх. д.
Блаунт (англ. Blount County) — округ (графство) у штаті Алабама США. Ідентифікатор округу 01009.

## Історія
Округ утворений 1818 року.

## Демографія
За даними перепису
2000 року
загальне населення округу становило 51024 осіб, зокрема міського населення було 4578, а сільського — 46446.
Серед них чоловіків — 25476, а жінок — 25548. В окрузі було 19265 господарств, 14807 родин, які мешкали в 21158 будинках.
Середній розмір родини становив 3,02.
Віковий розподіл населення поданий у таблиці:
| Стать    | До 15 років | 15-21 | 22-29 | 30-39 | 40-49 | 50-65 | 65-85 | Понад 85 |
| -------- | ----------- | ----- | ----- | ----- | ----- | ----- | ----- | -------- |
| Чоловіки | 5627        | 2370  | 2752  | 3901  | 3773  | 4269  | 2554  | 230      |
| Жінки    | 5196        | 2181  | 2595  | 3745  | 3584  | 4473  | 3288  | 486      |

На 1 квітня 2010 року населення округу становило 57 322 особи. Приріст населення за 10 років склав 12%.

## Суміжні округи
- Маршалл — північний схід
- Етова — схід
- Сент-Клер — південний схід
- Вокер — південний захід
- Джефферсон — південь
- Каллмен — північний захід

## Виноски
1. ↑  U.S. Decennial Census. United States Census Bureau. Архів оригіналу за 26 квітня 2015. Процитовано 22 серпня 2015.
2. ↑  Historical Census Browser. University of Virginia Library. Архів оригіналу за 26 грудня 2013. Процитовано 22 серпня 2015.
3. ↑  Forstall, Richard L., ред. (24 березня 1995). Population of Counties by Decennial Census: 1900 to 1990. United States Census Bureau. Архів оригіналу за 24 вересня 2015. Процитовано 22 серпня 2015.
4. ↑  Census 2000 PHC-T-4. Ranking Tables for Counties: 1990 and 2000 (PDF). United States Census Bureau. 2 квітня 2001. Архів оригіналу (PDF) за 18 грудня 2014. Процитовано 22 серпня 2015.
5. ↑  State & County QuickFacts. United States Census Bureau. Архів оригіналу за 17 травня 2014. Процитовано 15 травня 2014. [Архівовано 2014-05-17 у Wayback Machine.](англ.) Наведено за англійською вікіпедією.
6. ↑  American FactFinder. Бюро перепису населення США. Архів оригіналу за 26 лютого 2012. Процитовано 31 січня 2008. [Архівовано 2008-05-21 у Wayback Machine.]
7. ↑  Блаунт на сайті «Open-Public-Records» [Архівовано 25 липня 2012 у Wayback Machine.](англ.)

| США | Це незавершена стаття з географії США. Ви можете допомогти проєкту, виправивши або дописавши її. |